# Dōmei Tsushin

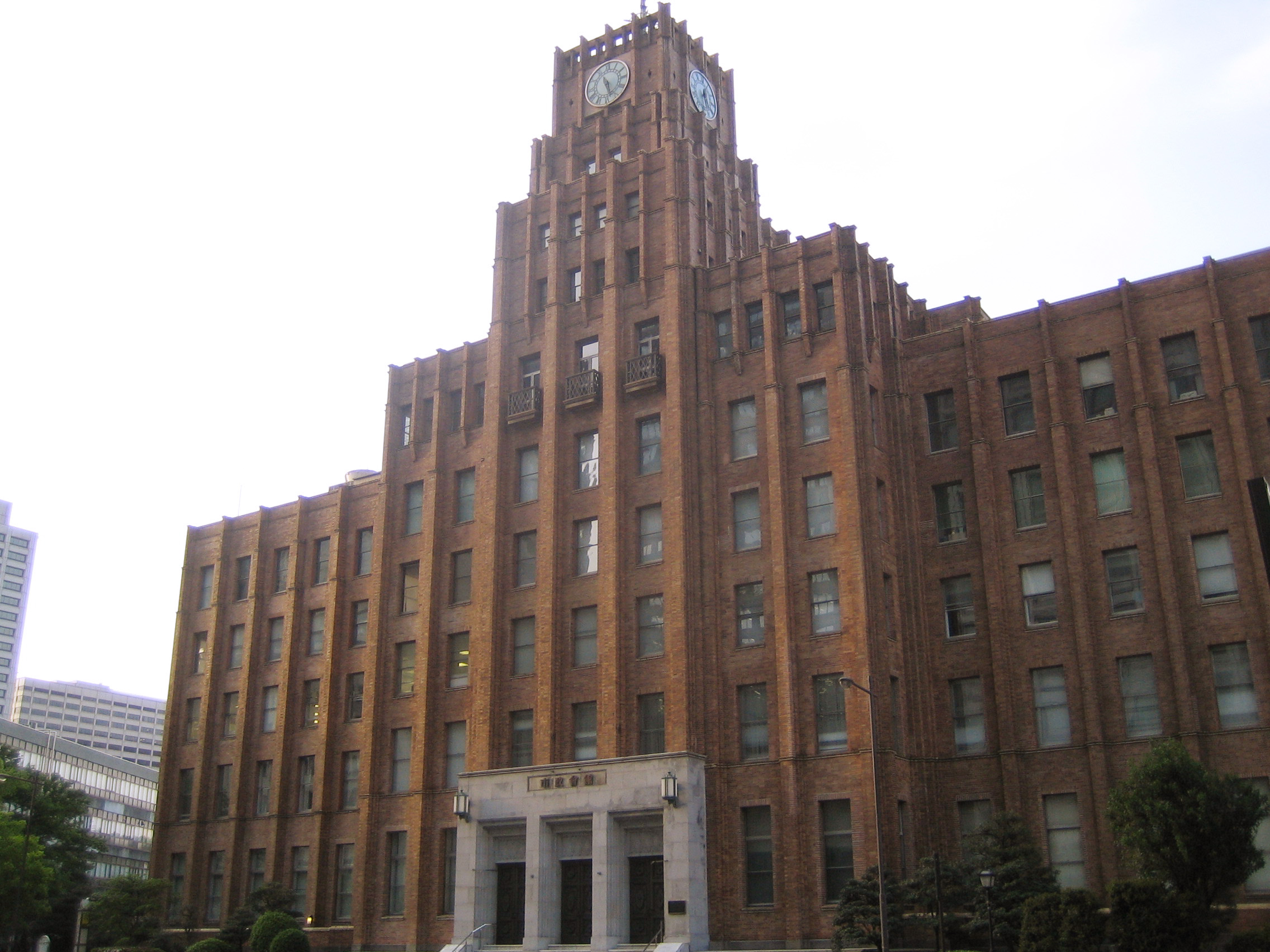
La sede de la Domei Tsushinsha, en Chiyoda, Tokio.

La Agencia de Noticias Dōmei (同盟通信社, Dōmei Tsūshinsha, Agencia de Noticias Federadas) fue la agencia oficial de noticias del Imperio del Japón.

## Historia y desarrollo
Dōmei fue el resultado final de años de esfuerzos de periodistas y líderes empresariales japoneses para crear una agencia nacional de noticias en Japón que pudiera competir (y, si fuera necesario, contrarrestar) con Reuters y otras agencias de noticias reconocidas internacionalmente a nivel mundial.
Después del incidente de Manchuria de 1931, el presidente Yukichi Iwanaga (岩永裕吉 Iwanaga Yūkichi) de la Nihon Shimbun Rengosha (日本新聞聯合社 Associated Press, o "Rengo") propuso la fusión de su agencia de noticias con la Nihon Dempo Tsushinsha (日本電報通信社 Agencia de Noticias Telegráficas de Japón). A pesar del respaldo del gobierno a la medida, el presidente de Dentsu, Hoshio Mitsunaga (光永星郎 Mitsunaga Hoshio), se resistió a la fusión, quien era reacio a ceder el control del lucrativo negocio publicitario de su compañía, y por las preocupaciones de que una fusión amenazaría su base de clientes publicitarios - los periódicos provinciales que compitieron contra Rengo. Como compromiso, Mitsunaga acordó dividir a Dentsu y separar la agencia de noticias de la agencia de publicidad. La agencia de noticias se reorganizó en una fusión con Rengo el 28 de diciembre de 1935 para formar el Dōmei Tsūshinsha.
Durante la Segunda Guerra Mundial, la Agencia de Noticias Dōmei quedó bajo el control del Ministerio de Comunicaciones (Japón), un ministerio a nivel de gabinete anterior a la guerra en el gobierno japonés. La Domei mantenía una red de oficinas fuera de Japón, enviando reporteros a todos los países aliados y neutrales, y también estaba involucrado en trabajos de cine y radio. También recopiló noticias e información de varias fuentes para transmitirlas al gobierno y al ejército, y produjo varios trabajos de propaganda dirigidos a países extranjeros.
Dōmei emitió noticias al público censuradas según líneas aprobadas por el gobierno, y transmitió noticias en japonés y en los principales idiomas europeos a través de una extensa red de estaciones de radio en el este de Asia, Manchukuo y en la China ocupada por los japoneses. Más tarde fue autorizado por el ejército japonés para desarrollar una red de noticias y estaciones de radio en Singapur y Malaya ocupados por los japoneses.
Varios incidentes documentados del período alrededor del estallido de la Guerra del Pacífico muestran que, a nivel personal, el personal de Dōmei tenía buenas relaciones con periodistas extranjeros.
Bajo la ocupación aliada de Japón, la Dōmei se disolvió, y sus funciones se dividieron entre Kyodo News (共同通信社) y Jiji Press (時事通信社) en 1945 después del final de la Segunda Guerra Mundial.